# Maple Leafs de Winnipeg
Les Maple Leafs de Winnipeg, également connus sous le nom de Maple Leaf Hockey Club, sont un club professionnel de hockey sur glace au début du XXe siècle. L'équipe est basée Winnipeg au Manitoba et joue ainsi dans la Manitoba Professional Hockey League entre 1907 et 1909.

## Histoire
L'équipe finit à la première place de la Manitoba Professional Hockey League en 1907-1908. Ils ont ainsi la possibilité de lancer un défi pour la Coupe Stanley aux Wanderers de Montréal de l'Eastern Canada Amateur Hockey Association. Deux matchs sont ainsi joués les 10 et 12 mars 1908 et les champions en titre conservent leur trophée avec deux victoires 11-5 et 9-3. Lors de la défaite 11-5, Harry Kennedy inscrit 4 buts pour Winnipeg, Fred Lake étant le deuxième buteur de l'équipe. Lake inscrit également un but lors du second match alors que Hamby Shore inscrit les deux autres.
Thomas Dunderdale, futur membre du Temple de la renommée du hockey, joue trois rencontres avec l'équipe au cours de la saison 1907-1908. Joe Hall, également futur membre du Temple de la renommée, joue également deux matchs avec les Maple Leafs mais lui en 1908-1909.

## Matchs de la Coupe Stanley
| 10 mars 1908 | Montréal | 11-5 (4-1, 7-4) | Winnipeg | 4 000 spectateurs |

| Feuille de match | Feuille de match | Feuille de match                                                     | Feuille de match | Feuille de match                    |
| ---------------- | --- | -------------------------------------------------------------------- | --- | ----------------------------------- |
|                  | Art Ross — 1 min 30 s Bruce Stuart — 2 min 45 s Walter Smaill — 7 min - Ernest Johnson — 16 min Cecil Blachford — 31 min 50 s Walter Smaill — 34 min 15 s Bruce Stuart — 35 min 25 s Ernest Johnson — 36 min 40 s Frank Glass — 40 min 50 s - Cecil Blachford — 45 min 30 s Cecil Blachford — 46 min 10 s - - | 1-0 2-0 3-0 3-1 4-1 5-1 6-1 7-1 8-1 9-1 9-2 10-2 11-2 11-3 11-4 11-5 | - Fred Lake — 10 min - Harry Kennedy — 41 min 30 s - Harry Kennedy — 47 min Harry Kennedy — 48 min Harry Kennedy — 58 min | Arbitrage : J. Power Chauncey Kirby |
| Riley Hern       | Gardiens | Jack Winchester                                                      | | Arbitrage : J. Power Chauncey Kirby |
| 35 min           | Pénalités | 31 min                                                               | | Arbitrage : J. Power Chauncey Kirby |
|                  | |                                                                      | | Arbitrage : J. Power Chauncey Kirby |

| 12 mars 1908 | Montréal | 9-3 (3-2, 6-1) | Winnipeg | 3 000 spectateurs |

| Feuille de match | Feuille de match | Feuille de match                                | Feuille de match                                                         | Feuille de match                      |
| ---------------- | --- | ----------------------------------------------- | ------------------------------------------------------------------------ | ------------------------------------- |
|                  | - Ernest Johnson — 9 min 50 s Bruce Stuart — 21 min 50 s Ernest Johnson — 22 min Walter Smaill — 33 min 45 s Bruce Stuart — 34 min 45 s Bruce Stuart — 46 min 30 s Ernest Johnson — 54 min 50 s Ernest Johnson — 56 min 20 s - Bruce Stuart — 59 min 55 s | 0-1 0-2 1-2 2-2 3-2 4-2 5-2 6-2 7-2 8-2 8-3 9-3 | Hamby Shore — 6 min Hamby Shore — 6 min 45 s - Fred Lake — 57 min 50 s - | Arbitrage : Chaune Kirby Harold Henry |
| Riley Hern       | Gardiens | Jack Winchester                                 |                                                                          | Arbitrage : Chaune Kirby Harold Henry |
|                  | |                                                 |                                                                          | Arbitrage : Chaune Kirby Harold Henry |
|                  | |                                                 |                                                                          | Arbitrage : Chaune Kirby Harold Henry |